# Nidlenloch
Nidlenloch – jaskinia krasowa w Szwajcarii, w górach Jura.
W Nidlenloch jest rozwinięta sieć korytarzy przeważnie niedużych rozmiarów z licznymi prożkami i studniami.